# الکساندر خریستوف
الکساندر خریستوف (بلغاری: Александър Христов؛ زادهٔ ۲۸ ژوئیهٔ ۱۹۶۴) بوکسور اهل بلغارستان است.